# HD83614
HD83614 — хімічно пекулярна зоря спектрального класу A4, що має видиму зоряну величину в смузі V приблизно  6,9.
Вона  розташована на відстані близько 570,2 світлових років від Сонця.